# Confédération d'Océanie de baseball
Pour les articles homonymes, voir BCO.
La Confédération d'Océanie de baseball (Baseball Confederation of Oceania ou BCO) est la fédération continentale gérant le baseball en Océanie. Elle est reconnue par la Confédération internationale de baseball et softball (WBSC).

## Histoire
Le baseball est arrivé en Océanie à l'époque de la Seconde Guerre mondiale sous l'influence des États-Unis et du Japon qui eux pratiquaient ce sport depuis la fin du XIXe siècle. 
La forte présence militaire américaine, notamment en Australie, crée un engouement pour la pratique qui se diffuse dans les Îles, alors que l'occupation japonaise, en particulier à Palaos, contribue aussi à enraciner le baseball dans la culture locale.
La Confédération d'Océanie de baseball est créée en 1989 lors d'un congrès par les quinze nations membres qui la composent toujours en 2011. Dès 1993, un responsable de développement à temps plein, Ray Brown, est engagé pour promouvoir la pratique du baseball en Océanie.

## Nations membres
La BCO compte 14 membres en 2014:
| - Australie - Guam - Îles Cook - Fidji - Îles Marshall - Îles Salomon - États fédérés de Micronésie | - Nouvelle-Calédonie - Nouvelle-Zélande - Palaos - Papouasie-Nouvelle-Guinée - Samoa - Samoa américaines - Tonga |

## Classement mondial
L'Australie, toujours présente lors des grands événements, est l'équipe océanienne la mieux classée au niveau mondial à la fin de l'année 2014.
| Rang BCO | Rang IBAF | Équipe             | Points |
| -------- | --------- | ------------------ | ------ |
| 1        | 13        | Australie          | 127.82 |
| 2        | 26        | Nouvelle-Zélande   | 50.00  |
| 3        | 44        | Guam               | 10.00  |
| 4        | 49        | Palaos             | 7.50   |
| 5        | 63        | Nouvelle-Calédonie | 3.75   |
| 6        | 66        | Fidji              | 2.00   |
| 6        | 70        | Samoa              | 0.25   |